# Abus sexuels sur mineurs dans l'Église catholique en Suisse
Pour un article plus général, voir Abus sexuels sur mineurs dans l'Église catholique.
Les abus sexuels sur mineurs dans l'Église catholique en Suisse désignent des agressions sexuelles de mineurs, commises au sein de l'Église catholique en Suisse par certains de ses clercs et agents pastoraux.
Entre l’année 2010 et 2017, 311 personnes victimes d’abus sexuels dans un contexte ecclésial se sont annoncées aux commissions ecclésiales. Les faits relatés remontent jusqu'en 1950. Pour les années 2018, 2019 et 2020, 11 dénonciations portent sur des cas actuels qui se sont déroulés après 2000 et 76 sont des cas prescrits. En 2022, ce chiffre est de 380 abus sur mineurs dont 40 durant les dix dernières années.

## Premières directives et mise en place d'une commission d'experts
En décembre 2002, sous l'impulsion de Martin Werlen, la Conférence des évêques suisses (CES) aborde officiellement le problème des abus sexuels dans le cadre de la pastorale en Suisse et émet des directives à l'intention des diocèses. Une commission d'experts chargés de la conseiller au niveau des aspects psychologiques, juridiques, sociaux, moraux, théologiques et de politique ecclésiale des abus sexuels, ainsi que dans les relations publiques, est mise en place. La commission suit l'évolution de la problématique à l'intérieur et à l'extérieur de l'Église et indique les mesures à prendre, notamment au niveau de la formation des futurs prêtres et agents pastoraux. Tous les évêques sont invités à instituer une commission diocésaine pour recevoir les personnes victimes d'abus.

## Évolution de la situation en Suisse
Les évêques des diocèses alémaniques mettent progressivement en place de telles commissions diocésaines, à commencer par ceux de Bâle et de St-Gall. En 2006, les Journées d'études de la CES à St. Niklausen (de) sont consacrées aux abus sexuels dans le cadre de la pastorale.
Contrairement à leurs confrères alémaniques, les évêques romands ne mettent pas en place de commissions diocésaines pour recevoir les personnes victimes d'abus et ce malgré divers protestations. Les livres et le témoignage du Valaisan Gérard Falcioni n'ont par exemple pas amené de changement chez les autorités du diocèse de Sion. Toutefois, la reprise par des journaux romands des accusations du journal catholique français Golias concernant le traitement par l'évêque du diocèse de Lausanne, Genève et Fribourg (LGF), Bernard Genoud, de certaines affaires, notamment l'affaire de l'abbé D., amènent l'évêque à s'expliquer. Ces révélations provoquent une vague de réactions et de débats dans les médias et des critiques sur la manière dont l'évêque avait géré ces affaires. Pour répondre, le prélat crée en février 2008 la Commission SOS Prévention afin de recevoir les victimes qui le demandent. Cette commission est également responsable de recueillir les informations sur d'éventuels abus, informer l'évêque et, le cas échéant, les autorités judiciaires étatiques. Son but était de proposer à Genoud des mesures de prévention à l'égard de l'ensemble du clergé et de le conseiller en matière d'indemnisation des victimes. La commission a accueilli plus de victimes que prévu, dont de nombreux cas prescrits inconnus à l'époque. L'indépendance de cette commission par rapport à l'évêché fut mise en doute dans la presse.

### Demande officielle de pardon des évêques suisses (2010)
En Suisse, en mars 2010, une commission nationale de l'Église catholique enquête sur les « cas les plus sérieux » d'abus sexuels commis au cours des six années précédentes. Quatre cas de pédophilie sont suspectés. Le 31 mars 2010, les évêques suisses font une déclaration sur les abus sexuels dans l'Église. Ils reconnaissent avoir « sous-estimé l'ampleur de la situation » et demandent pardon. La Conférence des évêques appelle tous ceux et toutes celles qui ont souffert d'abus à se faire connaître auprès des centres de consultation pour les victimes ou des centres de consultation diocésains et, le cas échéant, de porter plainte. Elle appelle à une « transparence totale sur le passé »,. En juin 2010, la Commission Abus sexuels dans la pastorale publie une estimation des cas d'abus sexuels observés dans les différents diocèses en Suisse et demande de dénoncer systématiquement les prêtres et religieux à la justice en cas de soupçons fondés, sauf si les victimes s'y opposent. Auparavant, l'Église ne signalait à la justice que les cas graves et encourageait les victimes à porter elles-mêmes plainte dans les autres cas. La Conférence des évêques suisses décide également que les diocèses n'engageront plus de prêtres sans avoir reçu de la part de leurs précédents supérieurs des informations sur leur passé. En septembre 2011, la conférence de presse du Département Église et monde de la CES traite du sujet « Faire face et prévenir les abus sexuels dans le cadre de la pastorale ».

### Groupe de soutien aux personnes abusées par des prêtres de l'Église catholique (2010-2013)
En automne 2010, plusieurs personnes victimes d'abus sexuels par des prêtres manifestent leur mécontentement face à ce qu'elles avaient vécu lors de leur passage devant la Commission SOS Prévention. Une de leur critique principale est la proposition de transmission de leur témoignage à d'autres instances de l'Église, évoquant le transfert des prêtres abuseurs d'une paroisse à l'autre,. Elles protestent aussi contre la minimisation du traumatisme des abus par l'évêque intérimaire Pierre Farine.
En décembre 2010, le Groupe de Soutien aux personnes Abusées par des Prêtres de l'Église Catholique (Groupe SAPEC) est fondé par Jacques Nuoffer, Marie-Jo Aeby et Gérard Falcioni,. Son but est d'inciter les évêques suisses à appliquer les directives édictées par le pape Benoît XVI, à nommer une commission neutre pour accueillir les victimes d'abus sexuels et à obtenir justice et réparation à travers cette dernière. Le Groupe demande aux évêques et aux congrégations religieuses d'initier un travail d'enquête sur les abus sexuels commis au sein de l'institution ecclésiale. Après plusieurs démarches infructueuses, la décision est prise d’impliquer les parlementaires suisses pour traiter du problème des abus en Suisse comme c’était déjà le cas en Belgique. Lors d’une deuxième rencontre en mai 2013, ce projet est soumis à Charles Morerod, nouvel évêque de LGF, préoccupé par la situation ; il s’y associe. Pour ce faire, un résumé du Mémoire SAPEC 2013, est envoyé en novembre 2013 à tous les parlementaires de Suisse romande et les parlementaires intéressés reçoivent le document original. Le mémoire évoque la vague de révélations partie des États-Unis vers l’Europe et la Suisse, les facteurs qui ont pu favoriser de si nombreux abus et les réformes à engager. Y sont également décrits les démarches du Groupe SAPEC restées sans réponse auprès de la CES et du Vatican et une description du modèle belge. Le Groupe SAPEC appelle les parlementaires à s'engager à leur côté pour fonder une commission indépendante de l'Église inspirée du centre d'arbitrage belge.

### Enquêtes au sein de l'église (2011-2016)
En février 2011, les représentants des ordres religieux de Suisse traitent du thème des abus sexuels lors de la Conférence des Unions des religieux et religieuses et instituts séculiers de Suisse sous l'impulsion de l'abbé Martin Werlen, responsable du groupe d'experts de la Conférence des évêques. Son discours et ceux des autres personnalités affirment la volonté des religieuses et religieux de faire face, de façon déterminée, à cette problématique,.
Trois enquêtes sur les faits qui se sont déroulés au sein d'institutions catholiques au siècle dernier ont fait l'objet de publications :

#### La Commission d'enquête à l'abbaye d'Einsiedeln
Le 19 mars 2010, l'abbé Martin Werlen reconnait qu'il y a eu des victimes d'abus sexuels au collège de l'abbaye d'Einsiedeln et décide de créer une commission indépendante, externe à l'institution, ayant pour mandat d'enquêter sur les abus sexuels commis dans l'institution, principalement de 1950 à nos jours. Cette commission d'enquête a rendu son document final intitulé « Übergriffe im Bereich des Klosters Einsiedeln » le 20 janvier 2011,.

#### La Commission d'expertsIngenbohl
Le rapport final sur les Sœurs d'Ingenbohl, publié en janvier 2013, est le seul qui concerne une institution gérée par des religieuses. Il concerne des maltraitances commises entre 1928 et 1970. Les sœurs dirigeaient des foyers pour enfants et le rapport du comité indépendant analyse la pratique éducative et les conditions institutionnelles selon les considérations particulières de Rathausen et Hohenrain,.

#### La recherche sur l'Institut Marini
Fondé en 1881 et fermé en 1979, l'Institut Marini de Montet était dirigé par des prêtres diocésains et dépendait directement de l'évêque. C'est Charles Morerod qui a mandaté un groupe de chercheurs, qui se sont en particulier penchés sur la période de 1929 à 1950, alors que l'Institut était sous la responsabilité directe de l'évêché. Le rapport, publié en janvier 2016, fait état des abus sexuels commis sur des mineurs. En 2018, l’équipe de recherche publie un livre « Les murs du silence. Abus et maltraitances d’enfants placés à l’Institut Marini qui présente les résultats de la recherche ( issus en particulier des archives et de témoignages d’anciens pensionnaires).

### Commission tripartite (2014)
Au printemps 2014, Josiane Aubert, conseillère nationale, accepte de présider la première séance d'une commission tripartite. Cette commission est composée d’une quinzaine de parlementaires, de quatre de prélats et quatre victimes, invités par Morerod évêque de LGF et le président du Groupe SAPEC Jacques Nuoffer. La commission tripartite débouche sur un accord entre le Groupe SAPEC et des prélats catholiques pour la création d'une commission indépendante et neutre pour recevoir les personnes victimes qui ne veulent plus s'adresser à « une institution qui ne les a pas protégées », la CECAR (Commission Écoute-Conciliation-Arbitrage-Réparation).

#### L'accord CECAR
Le but de l'accord est d'assurer le traitement des demandes relatives à des faits prescrits d'abus sexuels commis sur des mineurs par des agents pastoraux d'un diocèse suisse ou par un membre d'une congrégation ou d'un ordre religieux établi en Suisse. L'accord règle l'institution, les organes et les lignes générales relatives au fonctionnement de cette commission d'écoute, de conciliation, d'arbitrage et de réparation. Il est signé d'une part par le président de l'Association du Groupe SAPEC et d'autre part par les évêques et responsables des congrégations religieuses qui y adhèrent, au nombre de six, englobant toute la Suisse romande. La dernière séance de la commission tripartite désigne les membres du conseil de la CECAR qui, sous la présidence de Sylvie Perrinjaquet, doivent finaliser les règles, les procédures et le fonctionnement de la CECAR, choisir et initier les conciliateurs qui recevront les personnes victimes,.

### Création d'un fonds de réparation pour les victimes (2015)
Durant la même période, la commission d’experts de la CES est chargée de mettre sur pied une organisation pour concrétiser l'annonce de réparation faite en 2010 en impliquant la Conférence des évêques suisse (CES), l'Union des supérieurs majeurs religieux de Suisse (USM’VOS) et la Conférence centrale catholique romaine de Suisse (RKZ),. En décembre 2015, la CES annonce que ces partenaires avaient signé des conventions instituant un fonds de réparation et une commission d'indemnisation chargée de gérer les indemnités accordées aux victimes,,.
Ces dernières, pour en bénéficier, peuvent choisir de se présenter devant la commission ecclésiale d’un diocèse ou une commission non ecclésiale, la CECAR. Cette dernière est financée par les prélats signataires de l'Accord CECAR, mais les indemnités accordées aux victimes proviennent du fonds d'indemnisation de l'Église catholique suisse alimenté par les partenaires des conventions : la CES, USM’VOS et la RKZ,.

### Évolution de la situation en Suisse romande et alémanique (2016-2019)
Réunis le 5 décembre 2016 à la basilique de Valère à Sion, les évêques suisses ont fait pénitence à la demande du pape et ont renouvelé leur demande de pardon aux victimes. À la date de cette cérémonie, 223 personnes se sont annoncées, mais seule une poignée de personnes abusées ont suivi la cérémonie parmi la cinquantaine de participants, essentiellement des religieux.
En Suisse alémanique, jusqu’en 2017, seules les autorités et les commissions ecclésiales œuvrent dans le sens des dernières directives de la CES. Les différents évènements et manifestations organisés en suisse romande semblent ne pas avoir d’écho dans la presse outre-Sarine. Toutefois la fondation en juin 2017 à Genève de l’organisation non gouvernementale ECA (Ending Clergy Abuse – Global Justice Project) à laquelle ont participé deux fondateurs du Groupe SAPEC remet la problématique en avant en Suisse et plus particulièrement en Suisse alémanique. Cette association a pour but d’amener le Vatican à mettre en œuvre ses déclarations de tolérance zéro et d’amener le pape François à condamner tous les évêques et responsables de congrégations qui ont protégé et protègent encore leurs agents cléricaux agresseurs au détriment des victimes de leurs abus,.
Le 29 juin 2019 a lieu à Berne un rassemblement national contre les abus. Des victimes d'abus sexuels par des agents pastoraux rejoignent un groupe de théologiennes et de théologiens de l'Église catholique romaine du canton de Zurich pour lancer un appel au changement. Ils adressent également au Vatican des demandes concrètes pour plus de cohérence et de fermeté dans le traitement des cas d'abus sexuels. La théologienne allemande Doris Wagner donne une conférence lors de cette journée. Les revendications des manifestantes et manifestants portent notamment sur l'accès au dossier par les victimes, la dénonciation obligatoire de tous les abus sexuels auprès des autorités civiles, la modification du droit canon pour punir tout abus sexuels y compris sur des adultes, des procédures rapides, la création de commissions indépendantes pour traiter des abus dans tous les pays, des critères mieux définis pour l'engagement d'agents pastoraux, un accompagnement pour les personnes en ministère ainsi que la reconnaissance d'une éthique sexuelle humaine basée sur la Bible. Les initiateurs réclament des changements structurels à propos de la compréhension des ministères, l'accès au sacerdoce, l'égalité entre les croyants. Ils revendiquent aussi un changement de mentalité des responsables.
Conformément aux recommandations de la commission d’experts de la CES et de la feuille de route du Vatican,, la lutte contre les abus sexuels dans l’Église en Suisse s’intensifie. La version de 2014 des « Directives de la Conférence des évêques suisses (CES) et de l’Union des supérieurs majeurs religieux de Suisse (USM’VOS) en matière d’abus sexuels dans le contexte ecclésial » est actualisée en 2019. Cette dernière édition propose de nouvelles solutions avec notamment un renforcement de l’obligation de dénoncer les abus, la nomination d’une personne chargée de la prévention. Ceci est valable dans chaque diocèse, communauté monastique ou tout autre communauté ecclésiale. Finalement il est décidé de l’élaboration d’un concept de prévention et la présentation d’un extrait du casier judiciaire lors de toute engagement d’une personne travaillant au service de l’Église.
En mars 2018, le dossier de Pierre Pistoletti « Lorsque le berger est un loup » est publié. Celui-ci traite des causes structurelles qui, dans l’Église, favorisent les abus en donnant la parole aux victimes et aux prélats suisses qui collaborent dans ce domaine.

### Événements à la mémoire des victimes (2019)
Le 23 novembre 2019, le Groupe SAPEC et l'évêché de LGF concrétisent leur projet d'une première journée du souvenir. Cette journée a débuté par une cérémonie à la cathédrale St-Nicolas précédant la pose d'une plaque à la mémoire des victimes des abus sexuels dans l'Église catholique, à l’entrée de la cathédrale de Fribourg. Y figure l'inscription : « Nous avons érigé cette plaque pour témoigner des souffrances endurées par les victimes des abus sexuels commis dans ce diocèse par des prêtres et autres personnes engagées dans l’Église. Cette démarche est aussi une demande de pardon et une invitation à la communauté à rester vigilante ».
Le 12 février 2020, une deuxième plaque commémorative en mémoire des victimes d'abus sexuels est apposée dans la chapelle du Closillon à Monthey grâce à la persévérance de Stéphane Hernach, lui-même victime, en présence de Jean-Marie Lovey, évêque de Sion et de Jean Scarcella, abbé de Saint-Maurice.

### Nouvelles accusations (2020-2023)
En 2020, l'abbé Paul Frochaux, ancien curé de la cathédrale Saint-Nicolas de Fribourg, démissionne de ses charges ecclésiales à la suite des accusations d'agressions sexuelles par un autre prêtre, l’abbé Nicodème Mekongo. De plus, Paul Frochaux est suspecté d'abus sexuel à l'égard d'un jeune homme âgé de 17 ans, en 1998, dans un chalet à Torgon. En juillet 2020, le diocèse présente les conclusions de l'enquête : le cas d'abus sexuel semble être unique, et les accusations de harcèlement sexuel ne sont pas corroborées.
En avril 2022, il est révélé, par la presse, une plainte pénale pour viol sur une mineure, de 16 ans à l'époque des faits, déposée contre un chanoine du Grand-Saint-Bernard. Les faits sont prescrits car ils datent de plus de trente ans mais une enquête canonique est engagée. Par ailleurs le chanoine incriminé est père d'un enfant dans le cadre d'une autre relation mais cette fois-ci consentie. La mère de l'enfant et l'homme d'Église n'ont pas souhaité se marier. Aussi, en accord avec le supérieur de l’époque, le chanoine a décidé de rester dans la communauté du Grand-Saint-Bernard.
Toujours en avril, une autre plainte est révélée. Il s'agit d'un prêtre de la Congrégation du Grand-St-Bernard, enseignant au sein du collège Champittet, auteur d'attouchements d’ordre sexuel sur un enfant de 12 ans dans les années 1980. Le prêtre a reconnu l'agression sexuelle mais les faits sont prescrits et une procédure canonique est engagée,.
En décembre 2023, l'évêque Charles Morerod fait une déclaration à la presse qui met en cause son prédécesseur, Bernard Genoud, accusé d'abus sexuels par une femme, alors âgée de 19 ans. Les faits remontent à l'époque où Bernard Genoud enseignait au Collège du Sud, entre 1976 et 1994,.

### Renouvellement des conventions et de l’Accord CECAR (2021)
Dès le début 2020, le président du Groupe SAPEC et la présidente de la CECAR, sont intervenus auprès de la CES et de sa commission d’experts pour que des modifications soient introduites lors du renouvellement des conventions d’indemnisation entre la CES, USM’VOS et la RKZ. En juin 2021, le Conseil de la CECAR et le Groupe SAPEC ont pris note avec satisfaction du renouvellement de la convention sur les indemnisations des victimes en tenant compte de certaines de ses recommandations,. Désormais, ce ne sont plus seulement les commissions diocésaines et la CECAR pour la Suisse romande qui peuvent déposer des demandes au fonds d’indemnisation, mais également tous les services d’aide aux victimes reconnus par l’État ainsi que les instances analogues.
Les victimes peuvent continuer à obtenir des indemnisations d’un montant maximum de 20 000 CHF. Le montant de l’indemnisation n'est désormais plus dépendant essentiellement de la gravité de la violence sexuelle subie. Il est fixé en tenant compte en priorité des conséquences médicales, familiales, professionnelles et sociales dans la vie des victimes et, seulement accessoirement, de la gravité de la violence sexuelle subie.
En automne 2021, le président du Groupe SAPEC propose aux partenaires de l’Accord CECAR, signé pour cinq ans en 2016, de le prolonger pour une période équivalente avec quelques modifications mineures. Les six évêques et responsables de congrégations ont accepté ce renouvellement.

### Création d'une association de soutien suisse alémanique (2021)
En mars 2019, Albin Reichmuth, déçu de l’accueil qu’il a reçu dans son diocèse, décide de fonder une association alémanique d'aide aux victimes d'abus sexuels par les membres de l'église. Il fonde et préside l’association IG-MikU: (Interessengemeinschaft für Missbrauchsbetroffene im kirchlichen Umfeld) en avril 2021. L'association a notamment pour but de soutenir de diverses manières les victimes, personnes concernées et survivantes d'abus sexuels et spirituels dans toute la Suisse alémanique, afin que leurs demandes soient entendues, que la maltraitance dans le milieu ecclésial soit reconnue et approfondie et que tous les cas d'abus soient traités de manière transparente.

### Étude nationale sur les abus sexuels dans l’Église en Suisse (2021-2024)
En juin 2021, lors de son assemblée annuelle, l'USM’VOS a rappelé la coopération entre les organes diocésains, les congrégations religieuses et les organes des corporations ecclésiastiques cantonales. Elle a réaffirmé sa volonté de prendre au sérieux la souffrance des victimes, de donner un signe de réconciliation et d’indemnisation, dans le cadre de cas prescrits et de travailler à tous les niveaux pour des concepts de prévention et de protection. Elle a notamment souligné l'importance de mettre en avant les conséquences psychologiques et sociales d'un abus en plus de l’injustice subie par les victimes. Elle a confirmé son adhésion aux nouvelles lignes directrices et décidé d’apporter une contribution financière en reconnaissance et soutien de leur engagement aux associations d’aides aux victimes. Lors de cette assemblée, l'abbé Urban Federer, a également informé l’assemblée à propos d'un projet pilote d'étude nationale «Sur l’histoire des abus sexuels dans l’environnement de l’Église catholique en Suisse depuis le milieu du 20e siècle». Projet sur lequel l'USM’VOS apportera sa coopération.
Cette étude est commanditée par la CES, la RKZ et la Conférence des Unions des Ordres et des autres communautés de vie consacrée en Suisse (KOVOS). Elle débute en mai 2022 et est conduite par les professeures Monika Dommann et Marietta Meier de l'université de Zurich et composée de quatre chercheurs et chercheuses de trois régions linguistiques différentes de Suisse,. L'étude est axée sur les "structures qui ont permis les abus sexuels sur des enfants et des adultes, et qui ont rendu difficiles leur détection et leur sanction". Pour ce projet, les archives épiscopales secrètes seront ouvertes aux chercheuses. À cet effet, le site internet du projet pilote prévoit que : "Les mandants s’engagent à ordonner à leurs membres et aux organisations qu’ils représentent d’accorder à l’équipe de recherche un libre accès aux dossiers et aux archives relevant de leurs compétences respectives. Ils s’engagent également à soutenir le mandataire dans leur recherche de sources et à les autoriser à faire des photocopies ou des photos des sources si cela est nécessaire",.
La première partie de l'enquête enquête annonce 921 victimes et 510 auteurs depuis 1950. Les victimes identifiées sont pour 74 % des mineurs.
Selon le Sonntagsblick, le cardinal Pietro Parolin refuse l’accès aux archives de la nonciature en Suisse aux chercheuses de l’Université de Zurich qui travaillent sur les abus dans l’Église.

## Chronologies des affaires

### Évêques et ordinaires
- 2023
  - En septembre 2023, Jean Scarcella annonce être mis en cause dans une accusation d'abus sexuels, et suspend sa charge d'abbé de Saint-Maurice[80]. Le Ministère public valaisan classe la procédure en octobre 2024[81]. Une enquête canonique sur ce sujet, menée par Joseph Bonnemain sur mandat du Dicastère pour les évêques, a lieu de juin 2023 à début 2024. Les conclusions indiquent n'avoir trouvé « aucun élément permettant d’identifier des délits punissables, de dissimulation, de négligence ou d’erreur qui nécessiteraient l’ouverture d’une procédure pénale canonique » envers ces prélats[82]. Des « réprimandes canoniques » sont néanmoins prononcées, pour ne pas avoir respecté des procédures canoniques. Il est notamment demandé à Jean Scarcella de « s'astenir de tout ce qui ne convient pas à l'état clérical dans les relations interpersonnelles »[83].

### Prêtres et laïcs en mission ecclésiale
- Années 1960
  - En 2024, le Beobachter révèle qu'un religieux de l'abbaye d'Einsiedeln est accusé d'abus ayant eu lieu dans les années 1960, et est encore en vie[84],[85],[86].
- Années 1970
  - Le Collège de la Longeraie, à Morges dans le canton de Vaud, ouvre en 1912 et il ferme en 1980. Géré par l'ordre des Salésiens de Don Bosco, le collège fait l'objet de plusieurs signalements d’abus sexuels commis au début des années 1970 par des membres de cette congrégation[87],[88].
- 2012
  - L'affaire Joël Allaz fait référence au prêtre capucin Joël Allaz, ayant agressé sexuellement, en Suisse et en France, au moins vingt-quatre enfants entre 1958 et 2003. Les affaires sont prescrites pour vingt-deux victimes en Suisse mais deux victimes ont été abusées en France entre 1992 et 1995. Joël Allaz est condamné, en janvier 2012, par le tribunal correctionnel de Grenoble à deux ans de prison avec sursis[89],[90].
- 2015
  - Un prêtre du diocèse de Lausanne, Genève et Fribourg commet un « acte d'ordre sexuel » avec un homme de 17 ans[91],[92]
- 2020
  - En juin 2020, le curé de la cathédrale de Fribourg, Paul Frochaux, démissionne à la suite d'accusations d'agressions sexuelles sur un autre prêtre, ainsi que d'un abus sexuel sur un mineur de 17 ans dans un chalet à Torgon[93],[94].
- 2022
  - En décembre 2022, Benoît-Emmanuel Peltereau-Villeneuve, prêtre de la communauté Saint-Jean est renvoyé de l'état clérical à la suite d'accusations d’agressions sexuelles sur deux femmes majeures[95].
- 2023 
  - En octobre 2023, un prêtre est renvoyé de l'état clérical par Jean-Marie Lovey, évêque de Sion, pour des accusations d'abus sexuels sur mineurs, où « un père incestueux livrait ses enfants au prêtre »[96],[97].